# Januariusorden

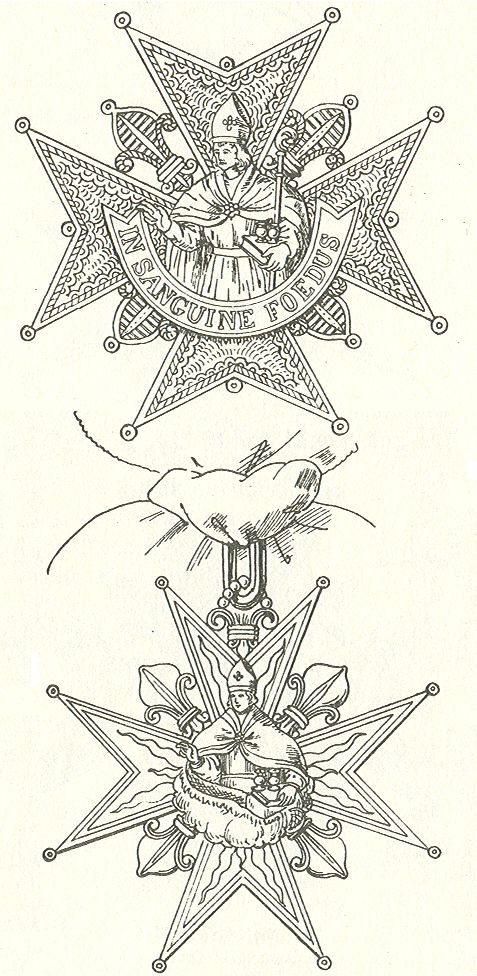
Bruststern und Insigne

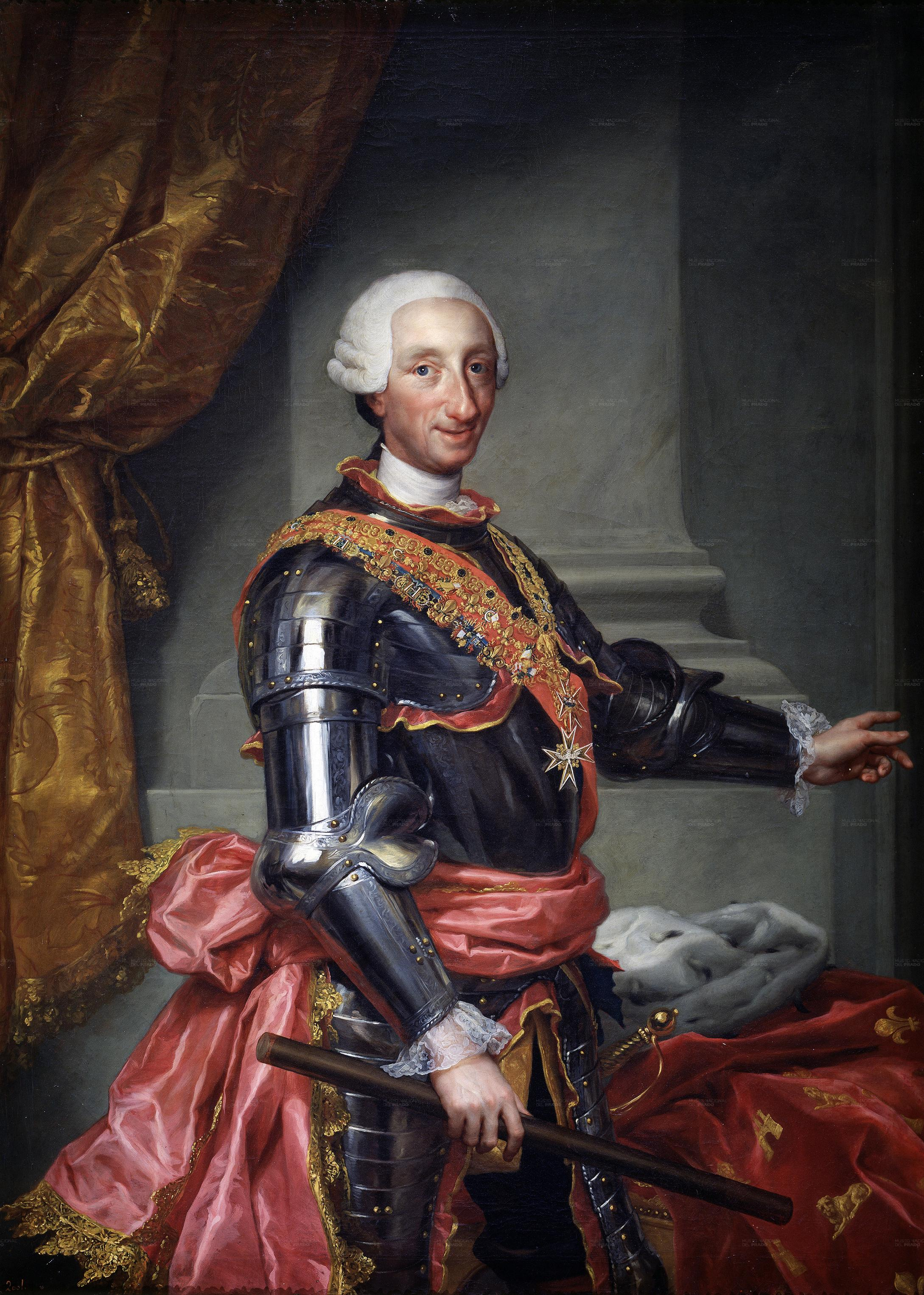
Karl III. von Spanien

Der Januariusorden, auch Orden des heiligen Januarius oder St. Januarius-Orden genannt, italienisch Insigne e reale ordine di San Gennaro, war ein sizilianischer Ritterorden, der von König Karl IV. von Neapel und Sizilien (dem späteren König Karl III. von Spanien) am 6. Juli 1738 zu Ehren seiner Vermählung mit der Prinzessin Maria Amalia von Sachsen gestiftet wurde.
Er konnte ausschließlich an Katholiken verliehen werden, die den Adel auf vier Ahnen nachweisen konnten.
Seit Siziliens Vereinigung mit Italien (1861) ist der Orden aufgehoben, er besteht aber als Hausorden der Familie Bourbon-Sizilien fort. Wie alle Hausorden ist auch der Januariusorden seit 1960 in einen spanischen und einen neapolitanischen Zweig gespalten.

## Ordensklassen
Der Orden hatte nur eine Klasse und war zunächst auf 60 Mitglieder beschränkt. Später wurde er unbeschränkt verliehen.

## Ordensdekoration
Die Dekoration besteht aus einem achtspitzigen rot-weißemaillierten goldgeränderten Malteserkreuz. Auf den Spitzen jeweils kleine goldene Kügelchen. In den Kreuzwinkeln befindet sich jeweils eine goldene bourbonische Lilie. Mittig auf der Vorderseite des Kreuzes die plastische Abbildung des heiligen Januarius in bischöflicher Kleidung. Der halbe Körper nur sichtbar, die rechte Hand segnend in die Höhe und in der linken ein Buch haltend. Das Armgelenk umschließt den Bischofsstab. Unter dem Körper im Halbrund die goldene Inschrift IN SANGUINE FOEDUS (Im Blute das Bündnis). Auf der Kreuzrückseite befindet sich ein von grünen Palmenzweigen umgebenes goldenes Medaillon. Darin ein goldenes Buch und zwei halbgefüllte Messkelche.

## Ordensband und Trageweise
Das Band ist ponceaurot.

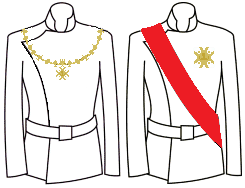
Trageweise mit Collane (links) und Schulterband (rechts)

Der Orden wurde mit einer Schärpe über die rechte Schulter zur linken Hüfte und mit einem Bruststern getragen.

## Ordenskleidung
Für Feierlichkeiten war eine Zeremoniekleidung Pflicht. Ein purpurfarbiger Moiré-Mantel, mit Lilien bestickt und mit perlgrauem Taffet gefüttert und Hermelinfell vortäuschend, wurde mit zwei goldenen Schnüren geziert. Dazu wurde ein schwarzer Samthut mit roter Feder und ein Rock und Weste getragen. Weiße oder rote Strümpfe und schwarze Schuhe mit goldenen Rosetten gehörten zur Kleidung. Beim Tragen der Kleidung wurde dann allerdings nur eine um den Hals gelegte goldene Ordenskette getragen. Diese hatte abwechselnde Kettenglieder aus bourbonischen Lilien und Religionssymbolen.

## Mitglieder des Ordens (neapolitanischer Zweig)
2014 hatte der Orden die folgenden Ritter
- Prinz Carlo, Herzog von Castro und Großmeister,
- Francesco Maria von Borbón Prinz beider Sizilien
- Gennaro Maria von Borbón Prinz beider Sizilien
- Luigi Alfonso Maria von Borbón Prinz beider Sizilien
- Alessandro Enrico Maria von Borbón Prinz beider Sizilien
- Casimiro Maria von Borbón Prinz beider Sizilien
- Antonio Maria von Borbón Prinz beider Sizilien
- Matthew Festing, Großmeister des Souveränen Malteserordens
- Duarte Pio, Herzog von Braganza
- Renato Raffaele Kardinal Martino
- Graf Andrzej Ciechanowiecki
- Botschafter Graf Carlo Marullo di Condojanni, Fürst von Casalnuovo
- Don Ferdinando Gaetani dell’Aquila d’Aragona, Fürst von Piemont, Herzog von Laurenzana, Graf of Alife
- Herzog Francesco d’Avalos, Fürst des Heiligen Römischen Reiches, Marquis von Pescara und Vasto
- Filippo Massimo, Fürst von Arsoli und Herzog von Anticoli Corrado
- Carlo Cito Filomarino, Fürst von Rocca d’Aspro, Fürst von Bitetto, Marquis von Torrecuso
- Gregorio Carafa Cantelmo Stuart, Fürst des Heiligen Römischen Reiches, Fürst von Roccella, Herzog von Bruzzano
- Don Roberto Caracciolo, Herzog von San Vito
- Fürst Giovanni Battista de Medici, Fürst von Ottajano, Herzog von Casalnuovo
- Simeon Carl Eugen Joseph Leopold Erzherzog von Österreich, Königlicher Prinz von Ungarn und Böhmen